# Karel Josef z Morzinu
Karel Josef František hrabě z Morzinu (německy Karl Joseph Graf von Morzin, 1717–1783) byl český šlechtic z rodu Morzinů. Byl prvním mecenášem, který podporoval skladatele Josepha Haydna, kterého zaměstnal jako svého kapelníka. Ten hraběti věnoval několik svých prvních symfonií.
Velkým milovníkem hudby a mecenášem byl také jeho starší příbuzný hrabě Václav z Morzinu, jenž byl patronem Antonia Vivaldiho. Italský maestro hraběti věnoval svůj cyklus houslových koncertů il Cimento, zahrnující jeho slavné Čtvero ročních dob.

## Mecenášem Josepha Haydna

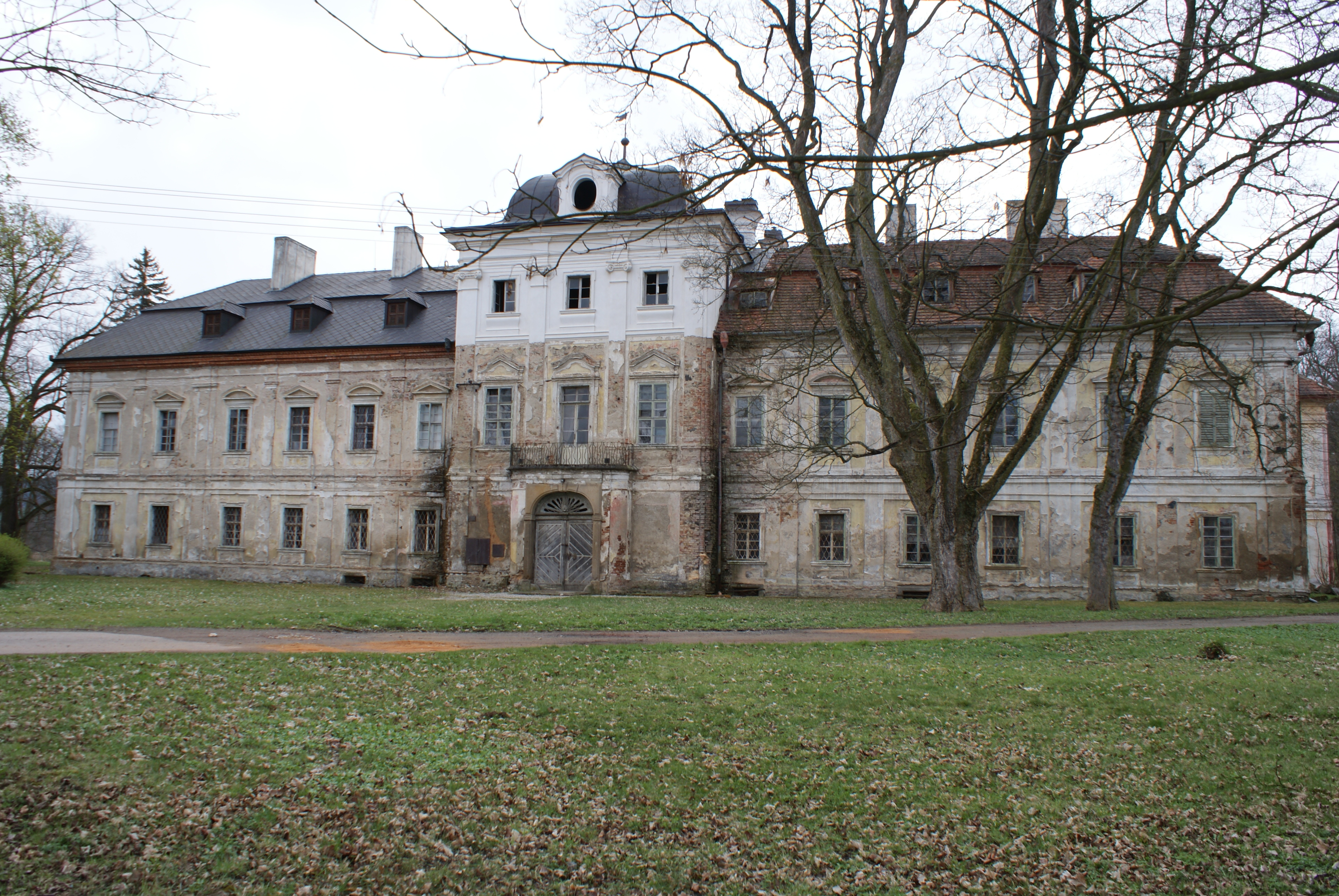
Morzinský zámek Dolní Lukavice, místo několikaletého působení Josepha Haydna ve službách hraběte Morzina

Datum Haydnova jmenování kapelníkem orchestru hraběte Morzina je nejisté. 
Mohlo to být v roce 1757, 1758, nebo 1759. V této době získal Haydn své první významné místo jako hudební ředitel u hraběte z Morzinu na zámku Dolní Lukavice poblíž Plzně. K tomuto roku jsou také datovány první Haydnovy symfonie zkomponované v Morzinových službách. Jako hudební ředitel na zámku dirigoval malý orchestr (přibližně 15 členů), a pro toto těleso napsal své první symfonie, smyčcová tria, kasace a smyčcové kvartety. Ty se brzy rozšířily, často v opisech, do tisku se však dostaly až později.
Toto období skladateli skýtalo ekonomické jistoty, během něhož mohl svobodně pracovat a postupně zvyšoval své renomé, budoval a navazoval nové kontakty s aristokracií. Haydnův životopisec Georg August Griesinger (1810), který starého skladatele zpovídal, napsal:
V roce 1759 byl Haydn ve Vídni jmenován kapelníkem hraběte Morzina s ročním platem dvě stě zlatých, vlastní místnost a stravu. Zde skladatel zažíval roky bezstarostné existence, což mu nesmírně vyhovovalo. Zimu trávil ve Vídni a léto v Čechách, poblíž Plzně.
Tento způsob života byl pro aristokracii té doby charakteristický: léto na venkovských sídlech, zimy v paláci v hlavním městě. Polohu jihočeského panství hraběte přesněji určil Robbins Landon jako Dolní Lukavice (německy Unter-Lukawitz), zmiňovanou též jako Lukavec. Robbins Landon v roce 1988 napsal: "zámek, který stojí dodnes, dnes slouží jako ústav pro choromyslné." V roce 2009 Jones ještě o zámku píše, že "dosud přežívá, ač prázdný a ve zchátralém stavu."
Navíc se hrabě Morzin brzy nato dostal do finančních potíží, které jej donutily vzdát se svých nákladných hudebních aktivit.